# Tharsis
Tharsis je golema vulkanska visoravan na Marsu koja se nalazi u središtu marsove zapadne hemisfere, uz ekvator. Visoravan je dom nekim od najvećih vulkana u Sunčevom sustavu, koja uključuju i tri ogromna štitasta vulkana Arsia Mons, Pavonis Mons i Ascraeus Mons, koji su zajedno poznati kao Tharsis Montes. Najveći vulkan na Marsu, Olympus Mons se često smatra dijelom Tharsisa ali on je zapravo smješten na zapadnim padinama visoravni. Ime Tharsis je Grčko-Latinski prijepis biblijskog imena Tarshish, zemlje na zapadnom kraju poznatog svijeta.

## Karakteristike
Naziv Tharsis ima više značenja, ovisno o kontekstu i povijesnom razdoblju. Ime se najviše koristi za regiju povišenog terena kontinetalnih dimenzija smještenu malo južnije od ekvatora i centrirana na 265° aerografske širine. Drugi naziv za ovu regiju je i Tharsis Ispupčenje i ona je druga po veličini topografska karakteristika planeta iza globalne dihotomije. 
Regija nema jasne granice tako je teško odrediti njene točne granice. Generalno gledajući njen promjer je oko 5000 km, a visina do 7 km (visina iskuljučuje vulkane koji doseđu mnogo veće visine). Grubo gledajući, Tharsis se proteže od Amazonis Planitie na zapadu, do Chryse Planitie na istoku. Visoravan je lagano izdužena u smjeru sjever-jug. Sjeverna granica Tharsisa je na sjevernim padinama Alba Patere (55°S), a na jugu u podnožju visočja 
Thaumasia (43°J). Ovisno o granicama koje se uzmu u obzir Tharsis pokriva između 10 i 30 milijuna km2.
Tharsis je vulkanska visoravan nastala iznad vruće točke, mjesta gdje se prema površini planeta kroz plašt uzdiže vruć, rijedak materijal. Vruća točka omogućila je velike količine materijala za vulkane u obliku visokofluidne bazaltne lave. Kako Mars nema tektonske ploče vruća točka je milijardama godina hranila vulkane koji su narasli do titanskih dimenzija. 
Analize gravitacijskih podataka pokazuju da je Tharsis velika statična masa stijena vulkanskog podrijetla koja leži na litosferi. Ogromna težina visoravni uzrokovala je stres na litosferi koji je rezultirao nastankom širokih plitkih depresija i mrežom radijalnih struktura koje nastaju u središtu visoravni, a protežu se preko pola planeta. 
Geološka istraživanja pokazuju da je Tharsis bio formiran već prije 3.7 milijardi godina, na kraju Noinog razdoblja. Vulkanske erupcije potrajale su kroz Marsovu povijest i vjerojatno su imale značajnu ulogu u evoluciji atmosfere. Prema procjenama Tharsis se sastoji od 300 milijuna km3 eruptivnog materijala. Ako su omjeri vode i ugljikova dioksida u eruptivnom materijalu slični kao na Zemlji onda ukupna količina ugljikova dioksida je dovoljna za atmosferu s tlakom od 1.5 bara i ocean dubine 120 m oko cijelog planeta. Kako marsova lava sadrži sumpor i klor to bi rezultiralo kiselim oceanom koji bi razbijao minerale i stijene. Rezultat tih kemijskih interakcija su značajne količine kieserita i gipsa.
Ukupna masa Tharsisa je oko 1021kg što odgovara masi patuljastog planeta Ceresa. Zbog svojih dimenzija i mase Tharsis je tako velik da je uzrokovao pomicanje osi planeta kroz dugi period vremena. Prema nekim studijama postoje dokazi da je Tharsis nastao na 50°S i da je svojom masom uzrokovao lagano pomicanje osi rotacije planeta dok se nije našao u ekvatorijalnom području. Ovakve promjene osi rotacije uzrokovale su velike klimatske promjene diljem planeta. 